# یاکوولف یاک-۱
Yak-1 (به روسی: Яковлев Як-1) یک هواگرد جنگنده ساخت شرکت یاکوولف بود. این هواگرد نخستین پروازش را در ۱۳ ژانویه ۱۹۴۰ انجام داد و بین سال‌های ۱۹۴۰–۱۹۴۴ تولید شد. در مجموع تعداد ۸٬۷۰۰ فروند از این هواگرد تولید گردید.